# Korea National League
Die Korea National League war eine halbprofessionell betriebene Fußballliga in Südkorea. Sie war die dritthöchste Spielklasse im südkoreanischen Fußball. 1964 wurde mit der Korea Semi-Professional Football League der Vorgänger-Wettbewerb ins Leben gerufen. Bis 1982 war diese Liga die höchste Spielklasse, ehe 1983 mit der K League ein neuer Profi-Wettbewerb ins Leben gerufen wurde und die Halbprofiliga als höchste Spielklasse abglöste. Die Liga existierte von 2003 bis 2019.
Im Jahr 2000 prüfte die KFA die Gründung einer neuen Zweiten Liga. 2002 gab der Verband die Gründung einer neuen halbprofessionell betriebenen Liga, der K2 League bekannt. 2003 trug der neugegründete Verband erstmals die Halbprofimeister aus. 2006 nannte sich die Liga in Korea National League um. Ende 2019 wurde die Liga aufgelöst und ihre 8 Mitgliedsvereine wurden mit den 20 Vereinen der K3 League in eine neue K3 League und K4 League integriert.

## Geschichte
Im Jahr 2003 wurde mit der KNL als Zweite Ligastufe in das Fußballsystem Südkoreas integriert. Die Idee hinter der Gründung war, dass Profispieler, die in der K League kaum zum Zug kamen, Spielpraxis in der KNl bekommen sollten. Von 2003 bis 2006 trug der Verband die Ligameisterschaft unter den Namen K2 League aus. Erster Meister der KNL wurde Goyang KB Kookmin Bank FC.
2006 nannte der Verband die Liga in Korea National League um. Ab 2006 sollte nach den Plänen der Verbände die Meister der KNL in die K League aufsteigen. Das damalige Meisterschaftsfinale wurde zwischen Goyang KB Kookmin Bank FC und Gimpo Halleluhja ausgetragen. Das Meisterschaftsfinale konnte Goyang für sich gewinnen. Nach den Meisterschaftsfinale lehnte der Verein einen Aufstieg in die K League, aufgrund der finanziellen Voraussetzung für die K League, ab. Der Verband bestrafte den Verein mit 20 Punkten Abzug, die auf die Hin- und Rückrunde verteilt wurden. 2007 gewann mit Ulsan Hyundai Mipo Dolphins FC ein neuer Verein die Ligameisterschaft, aber auch dieser Verein lehnte einen Aufstieg aus denselbigen Gründen wie bei Goyang ab. Die Ablehnung des Vereins zum Aufstieg in die K League ruf bei Spielern und Fans große Kritik hervor.
Infolge der zwei fehlgeschlagenen Aufstiege, gab die KFA bekannt eine Kommission zur Neuregelung des Aufstieges zu gründen. Vor Saisonbeginn 2008 beschloss die KFA, die Aufstiegsregelung komplett abzuschaffen und stattdessen eine neue Zweite Profiliga gründen zu wollen.
2008 nahmen mittlerweile 14 Mannschaften teil. In der Rückrunde 2009 verließ mit Hongcheon Idu FC erstmals ein Verein aus finanziellen Gründen die Liga. 2010 traten aber mit Yongin City FC und Mokpo City FC zwei neue Vereine bei, sodass die Liga mit 15 Mannschaften erstmals ausgetragen wurde. Darüber hinaus wurde das ausländische Spielersystem zur Verpflichtung von Ausländischen Spielern eingeführt. Ulsan Hyundai Mipo Dolphins FC verpflichtete daraufhin zwei brasilianische Spieler, die somit zu den ersten ausländischen Spielern der Liga wurden. 2011 verließ mit Yesan FC ein weiterer Verein. Die Liga wurde daraufhin mit 14 Mannschaften, statt mit ursprünglich 15 Mannschaften ausgetragen.
2013 wurde mit der K League Challenge die neue Zweite Profiliga gegründet. Ende 2012 verließen mit Chungju Hummel FC, Suwon City FC und Goyang Hi FC drei Mitglieder der KNL die Liga in Richtung der Zweiten Profiliga. Mit Goyang KB Kookmin Bank FC wurde zudem ein KNL-Verein aufgelöst, sodass die Liga Vier Vereins-Austritte verzeichnen musste. Ende 2016 schrumpfte die Mitgliederanzahl von 10 auf 8 Vereine herunter, aufgrund der Vereinsauflösungen von Yongin City FC und Ulsan Hyundai Mipo Dolphins FC.
2017 änderte der Verband die Meisterschaftsregelungen, sodass nur noch die besten 3 Mannschaften für die Meisterschaftsspiele sich qualifizieren.

## Vereine

### Franchises 2019
| Team                                | Stadt     | Trainer          | Heimstadion                          | Kapazität | In der Liga seit | Vorjahresplatzierung   |
| ----------------------------------- | --------- | ---------------- | ------------------------------------ | --------- | ---------------- | ---------------------- |
| Busan Transportation Corporation FC | Busan     | Kim Han-bong     | Busan-Gudeok-Stadion                 | 24.363    | 2006             | 8. Platz               |
| Changwon City FC                    | Changwon  | Choi Yeong-keun  | Changwon-Fußballstadion              | 15.116    | 2005             | 7. Platz               |
| Cheonan City FC                     | Cheonan   | Dang Seong-jeung | Cheonan-Fußballcenter                | 2.881     | 2008             | 3. Platz               |
| Daejeon Korail FC                   | Daejeon   | Kim Seung-hui    | Daejeon-Hanbat-Sports-Komplex        | 20.618    | 2003             | 6. Platz               |
| Gangneung City FC                   | Gangneung | Oh Se-ung        | Gangneung-Stadion                    | 22.333    | 2003             | 4. Platz               |
| Gimhae City FC                      | Gimhae    | Yun Seong-hyo    | Gimhae-Stadion                       | 25.000    | 2008             | 2. Platz (Vizemeister) |
| Gyeongju KHNP FC                    | Gyeongju  | Eo Yong-guk      | Gyeongju-Stadion                     | 12.199    | 2003             | 1. Platz (Meister)     |
| Mokpo City FC                       | Mokpo     | Kim Sang-hun     | Internationales Fußball-Center Mokpo | 5.952     | 2010             | 5. Platz               |

| Region           | Ort       | Verein                              |
| ---------------- | --------- | ----------------------------------- |
| Gangwon-kwon     | Gangneung | Gangneung City FC                   |
| Chungcheong-kwon | Daejeon   | Daejeon Korail FC                   |
| Chungcheong-kwon | Cheonan   | Cheonan City FC                     |
| Yeongnam-kwon    | Busan     | Busan Transportation Corporation FC |
| Yeongnam-kwon    | Changwon  | Changwon City FC                    |
| Yeongnam-kwon    | Gyeongju  | Gyeongju KHNP FC                    |
| Yeongnam-kwon    | Gimhae    | Gimhae City FC                      |
| Honam-kwon       | Mokpo     | Mokpo City FC                       |

### Vereinsumzüge
| Verein                    | Ort                                                                                           |
| ------------------------- | --------------------------------------------------------------------------------------------- |
| Yesan FC                  | Seosan (2003–2007) → Yesan (2008–2010)                                                        |
| Chungju Hummel FC         | Uijeongbu (2003–2005) → Icheon (2006–2007) → Seoul Nowon-gu (2008–2009) → Chungju (2010–2012) |
| Ansan H FC                | Iksan (2003) → Gimpo (2004–2006) → Ansan (2007–2012)                                          |
| Goyang KB Kookmin Bank FC | Gimpo (2003) → Goyang (2003–2012)                                                             |
| Gyeongju KHNP FC          | Daejeon (2003–2012) → Gyeongju (Seit 2013)                                                    |
| Daejeon Korail FC         | Incheon (2003–2013) → Daejeon (Seit 2014)                                                     |

### Ehemalige Vereine
| Verein                         | Spielzeit | Grund |
| ------------------------------ | --------- | --- |
| Seoul City FC                  | 2003      | nahm an der Hinrunde teil, trat aber in der Rückrunde aus der Liga aus |
| Icheon Sangmu FC               | 2003–2005 | Trat aus der Korea Semi-Professional League in die KNL ein und nahm dort die Rolle der 2. Mannschaft ein. Die 1. Mannschaft befand sich in der K League; Ende 2005 fusionierte sie mit der 1. Mannschaft |
| Yesan FC                       | 2003–2010 | Aus finanziellen Gründen ausgetreten |
| Ansan H FC                     | 2003–2012 | trat der neugegründeten K League Challenge bei |
| Suwon City FC                  | 2003–2012 | trat der neugegründeten K League Challenge bei |
| Chungju Hummel FC              | 2003–2012 | trat der neugegründeten K League Challenge bei |
| Goyang KB Kookmin Bank FC      | 2003–2012 | Aufgelöst |
| Hongcheon Idu FC               | 2007–2009 | nahm an der Hinrunde teil, trat aber in der Rückrunde aus der Liga wegen finanzieller Probleme aus |
| Ulsan Hyundai Mipo Dolphins FC | 2003–2016 | Aufgelöst |
| Yongin City FC                 | 2010–2016 | Aufgelöst |

### Spielstätten
Die Spielstätten der diesjährigen Korea-National-League-Mannschaften:
| Busan Transportation Corporation FC | Changwon City FC        | Cheonan City FC       | Daejeon Korail FC                    |
| ----------------------------------- | ----------------------- | --------------------- | ------------------------------------ |
| Busan-Gudeok-Stadion                | Changwon-Fußballstadion | Cheonan-Fußballcenter | Daejeon-Hanbat-Sports-Komplex        |
| Kapazität: 24.363                   | Kapazität: 15.116       | Kapazität: 2.881      | Kapazität: 20.618                    |
|                                     |                         |                       |                                      |
| Gangneung City FC                   | Gimhae City FC          | Gyeongju KHNP FC      | Mokpo City FC                        |
| Gangneung-Stadion                   | Gimhae-Stadion          | Gyeongju-Stadion      | Internationales Fußball-Center Mokpo |
| Kapazität: 22.333                   | Kapazität: 25.000       | Kapazität: 12.199     | Kapazität: 5.952                     |
|                                     |                         |                       |                                      |

## Ligameister
- Bis 2002 trug der Halbprofiverband Korea Semi-Professional Football League die Meisterschaft der Halbprofivereine aus.

### Gewinner der KNL
Folgende Mannschaften wurden Meister- und Vizemeister ihrer Spielzeiten: 

### Ligagewinner
| Spielzeit | Ligagewinner                   | Vizemeister               | Torschützenkönig                               | Anzahl d. Vereine | Zuschauer insg. | Ligaschnitt |
| --------- | ------------------------------ | ------------------------- | ---------------------------------------------- | ----------------- | --------------- | ----------- |
| 2003      | Goyang KB Kookmin Bank FC      | Icheon Sangmu FC          | Lee Seong-gil (7 Tore) Lee Hyeon-dong (5 Tore) | 10                | keine Infos     | keine Infos |
| 2004      | Goyang KB Kookmin Bank FC      | Gangneung City FC         | Kim Jae-cheon (5 Tore) Kim Jae-cheon (8 Tore)  | 10                | keine Infos     | keine Infos |
| 2005      | Incheon Korail FC              | Suwon City FC             | keine Infos                                    | 11                | keine Infos     | keine Infos |
| 2006      | Goyang KB Kookmin Bank FC      | Gimpo Halleluhja          | Kim Yeong-hu (19 Tore)                         | 11                | keine Infos     | keine Infos |
| 2007      | Ulsan Hyundai Mipo Dolphins FC | Suwon City FC             | Im Ho (14 Tore)                                | 12                | keine Infos     | keine Infos |
| 2008      | Ulsan Hyundai Mipo Dolphins FC | Suwon City FC             | Kim Yeong-hu (31 Tore)                         | 14                | keine Infos     | keine Infos |
| 2009      | Gangneung City FC              | Gimhae City FC            | keine Infos                                    | 14                | keine Infos     | keine Infos |
| 2010      | Suwon City FC                  | Daejeon KHNP FC           | Kim Yeong-nam (18 Tore)                        | 14                | keine Infos     | keine Infos |
| 2011      | Ulsan Hyundai Mipo Dolphins FC | Goyang KB Kookmin Bank FC | Danilo (10 Tore)                               | 14                | keine Infos     | keine Infos |
| 2012      | Daejeon Korail FC              | Goyang KB Kookmin Bank FC | Lee Jae-min (7 Tore)                           | 14                | keine Infos     | keine Infos |
| 2013      | Ulsan Hyundai Mipo Dolphins FC | Gyeongju KHNP FC          | keine Infos                                    | 10                | keine Infos     | keine Infos |
| 2014      | Ulsan Hyundai Mipo Dolphins FC | Daejeon Korail FC         | Kim Oh-seong (16 Tore)                         | 10                | keine Infos     | keine Infos |
| 2015      | Ulsan Hyundai Mipo Dolphins FC | Gyeongju KHNP FC          | Han Keun-yong (13 Tore)                        | 10                | keine Infos     | keine Infos |
| 2016      | Ulsan Hyundai Mipo Dolphins FC | Gangneung City FC         | keine Infos                                    | 10                | 73.870          | 547         |
| 2017      | Gyeongju KHNP FC               | Gimhae City FC            | Bae Hae-min (14 Tore)                          | 8                 | 35.650          | 318         |
| 2018      | Gyeongju KHNP FC               | Gimhae City FC            | Kim Sang-uk (11 Tore)                          | 8                 | 36.661          | 327         |
| 2019      | Gangneung City FC              | Gyeongju KHNP FC          | Seo Dong-hyeon (15 Tore)                       | 8                 | 40.120          | 358         |

### Vereinsmeisterschaften
| Verein                         | Meister                                      | Vizemeister                |
| ------------------------------ | -------------------------------------------- | -------------------------- |
| Ulsan Hyundai Mipo Dolphins FC | 7 (2007, 2008, 2011, 2013, 2014, 2015, 2016) |                            |
| Goyang KB Kookmin Bank FC      | 3 (2003, 2004, 2006)                         | 2 (2011, 2012)             |
| Gyeongju KHNP FC               | 2 (2017, 2018)                               | 4 (2010, 2013, 2015, 2019) |
| Gangneung City FC              | 2 (2009, 2019)                               | 2 (2004, 2016)             |
| Daejeon Korail FC              | 2 (2005, 2012)                               | 1 (2014)                   |
| Suwon City FC                  | 1 (2010)                                     | 3 (2005, 2007, 2008)       |
| Gimhae City FC                 |                                              | 3 (2009, 2017, 2018)       |
| Icheon Sangmu FC               |                                              | 1 (2003)                   |
| Gimpo Halleluhja               |                                              | 1 (2006)                   |

## Liga-Sponsor
| Zeitraum | Sponsor                                   | Wettbewerbsname                                                  |
| -------- | ----------------------------------------- | ---------------------------------------------------------------- |
| 2003     | Hyundai Motor Company                     | Hyundai Motor Company Cup 2003 K2 League (Hinrunde)              |
| 2003     | Intermags                                 | Intermags Cup 2003 K2 League (Rückrunde)                         |
| 2004     | Hyundai Motor Company                     | Hyundai Motor Company Cup 2004 K2 League                         |
| 2005     | Kookmin Bank                              | KB Kookmin Bank Cup 2005 K2 League                               |
| 2006     | Life-Science Corporation STC              | Life-Science Corporation STC Cup 2006 National League            |
| 2007     | Life-Science Corporation STC              | Life-Science Corporation STC Cup 2007 National League (Hinrunde) |
| 2007     | Kookmin Bank                              | KB Kookmin Bank 2007 National League (Rückrunde)                 |
| 2008     | Kookmin Bank                              | KB Kookmin Bank 2008 National League                             |
| 2009     | Kyobo Life Insurance Company              | Kyobo Life Insurance Company 2009 National League                |
| 2010     | Hanwha Life Insurance                     | Hanwha Life Insurance 2010 National League                       |
| 2011     | Samsung Life Insurance                    | Samsung Life Insurance 2011 National League                      |
| 2012     | Shinhan Bank                              | Shinhan Bank 2012 National League                                |
| 2013     | Shinhan Bank                              | Shinhan Bank 2013 National League                                |
| 2014     | Samsung Life Insurance                    | Samsung Life Insurance 2014 National League                      |
| 2015     | Incheon International Airport Corporation | Incheon International Airport Corporation 2015 National League   |
| 2016     | Incheon International Airport Corporation | Incheon International Airport Corporation 2016 National League   |
| 2017     | Kein Sponsor                              | 2017 National League                                             |
| 2018     | Kein Sponsor                              | 2018 National League                                             |
| 2019     | Kein Sponsor                              | 2019 National League                                             |